# Хайланд (окръг, Охайо)
Вижте пояснителната страница за други значения на Хайланд.
Окръг Хайланд (на английски: Highland County) е окръг в щата Охайо, Съединени американски щати. Площта му е 1445 km², а населението - 40 875 души (2000). Административен център е град Хилсбъроу.